# Jarosław Kaczyński
Jarosław Aleksander Kaczyńskiⓘ ([jaˈrɔswaf kaˈtʂɨɲskʲi]; (n. 18 iunie 1949, Varșovia, Polonia) este un politician polonez care a îndeplinit funcția de Prim-Ministru al Poloniei între iulie 2006 și noiembrie 2007. Este președintele Partidului Lege și Dreptate, al cărui membru fondator este din 2002. Este frate geamăn cu fostul președinte al Poloniei Lech Kaczyński. După înfrângerea Partidului Lege și Dreptate în alegerile din 2007, Kaczyński s-a retras din funcția de Prim Ministru după prima ședință a noului Sejm.
La alegerile prezidențiale din 2010, el a candidat din partea partidului său împotriva lui Bronisław Komorowski. Și-a anunțat candidatura la 26 aprilie 2010. A pierdut, însă, alegerile în al doilea tur de scrutin.